# Gerardo Chendo
 (mai 2022).
Si vous disposez d'ouvrages ou d'articles de référence ou si vous connaissez des sites web de qualité traitant du thème abordé ici, merci de compléter l'article en donnant les références utiles à sa vérifiabilité et en les liant à la section « Notes et références ».
Gerardo Chendo est un acteur argentin né le 26 juin 1970 à Buenos Aires. Il est surtout connu pour avoir tenu le rôle de Claudio Paul Bonilla De La Kerkova Unzue dans Floricienta et celui de Mogli dans Casi Angeles.